# Christopher Vogler
Pour les articles homonymes, voir Vogler.
Christopher Vogler (1949) est un écrivain américain et analyste pour les studios d'Hollywood. Il est l'auteur du Guide du scénariste (The Writer's Journey), qui explique notamment comment faire évoluer la personnalité d'un héros au cours d'un récit. Il a été influencé par les travaux du mythologue Joseph Campbell.

## Biographie
Enfant, Christopher Vogler est attiré par les contes de fées et les « petits livres d'or » que lui lisent sa grand-mère et sa mère. Il se passionne pour les dessins animés et les films de la télévision des années 1950, les aventures et les suspenses des drive-in, les bandes dessinées et les œuvres de science-fiction, ainsi que pour les mythologies nordique et celtique.
Plus tard, il devient analyste[réf. nécessaire] pour les studios d'Hollywood et rencontre Joseph Campbell à l'université de Californie du Sud. Travaillant chez Walt Disney, il rédige un mémo de sept pages inspiré du « voyage du héros » de Campbell. Il le teste au cours de conférences et séminaires et le mémo devient plus tard Le Guide du Scénariste.
La lecture de ce mémo a été rendue obligatoire[réf. nécessaire] pour les consultants en scénario dans plusieurs sociétés de production hollywoodiennes. Aujourd'hui, Le Guide du scénariste est considéré comme une référence dans l'univers des scénaristes[réf. nécessaire].

## Impact sur les productions audiovisuelles contemporaines
Les mythes et légendes ancestraux qu'il a analysés sont la base de sa réflexion.
Christopher Vogler est notamment intervenu sur les films Aladdin (1992), Le Roi lion (1994), Un beau jour (1996), Hercule (1997), À l'épreuve du feu (1997), Volcano (1997), Mulan (1998), La Ligne rouge (1998), Anna et le Roi (1998), Fight Club (1999), Fantasia 2000 (2000), Je suis une légende (2007), The Wrestler (2007), Hancock (2008), Une histoire de famille (2008), 10 000 (2008), Karaté Kid (2010), The Fighter (2011) et Men in Black 3 (2012).
La méthode de Vogler repose sur des notions de psychologie analytique, notamment les notions d'inconscient collectif et d'archétypes, qui permettent au public de s'identifier aux héros de l'histoire.

## Classe de maître
La classe de maître de Christopher Vogler est basée sur l'itinéraire du héros, le chemin parcouru par un homme ou une femme a priori ordinaire, qui est entraîné hors de son univers familier, pour faire face à un problème, relever un défi ou entreprendre une aventure hors du commun. Cette classe de maître couvre l'essentiel de la structure narrative, les modèles de personnages (archétypes) et les stratégies pour obtenir l'engagement du spectateur.
C'est à partir du monde des vaudevilles, des contes russes, des comédies grecques, des contes de fées et de très nombreux films que Christopher Vogler transmet des outils pour la narration qui servent à la conception des histoires qui toucheront plusieurs publics. Il s'appuie aussi sur le travail du chercheur et philosophe Joseph Campbell, qui, en étudiant les héros mythiques du monde entier, prétend avoir mis en évidence un modèle commun qui structurerait toutes les histoires racontées à ce jour.
La classe de maître de Christopher Vogler s'établit en Grande-Bretagne, en Pologne, puis en France en octobre 2012 à Lyon, où elle est parrainée par Alexandre Astier. Elle est organisée à Paris en avril 2013 par les Éditions Dixit sous le titre « Les outils de la narration »